# Sölvesborg (comuna)
Sölvesborg (em sueco: Sölvesborgs kommun) ou Solvesburgo é uma comuna da Suécia localizada no condado de Blekinge. Sua capital é a cidade de Sölvesborg. Possui 185 quilômetros quadrados e no censo de 2021, havia 17 454 residentes. 
No lado oeste, está coberta por florestas e no lado leste tem muitas praias e enseadas. Sua economia está baseada em agricultura e pecuária tradicional, assim como em indústria alimentar e eletrotécnica.

## Localidades principais
Localidades com mais população da comuna (2022): 
| # | Localidade |
| - | ---------- |
| 1 | Sölvesborg |
| 2 | Hällevik   |
| 3 | Mjällby    |
| 4 | Norje      |
| 5 | Hörvik     |

## Património turístico
Alguns pontos turísticos mais procurados atualmente são: 
- Hanö (Ilha calma, sem carros e com animais selvagens, dispondo de praias e pousada para viajantes)

Comuna de Sölvesborg
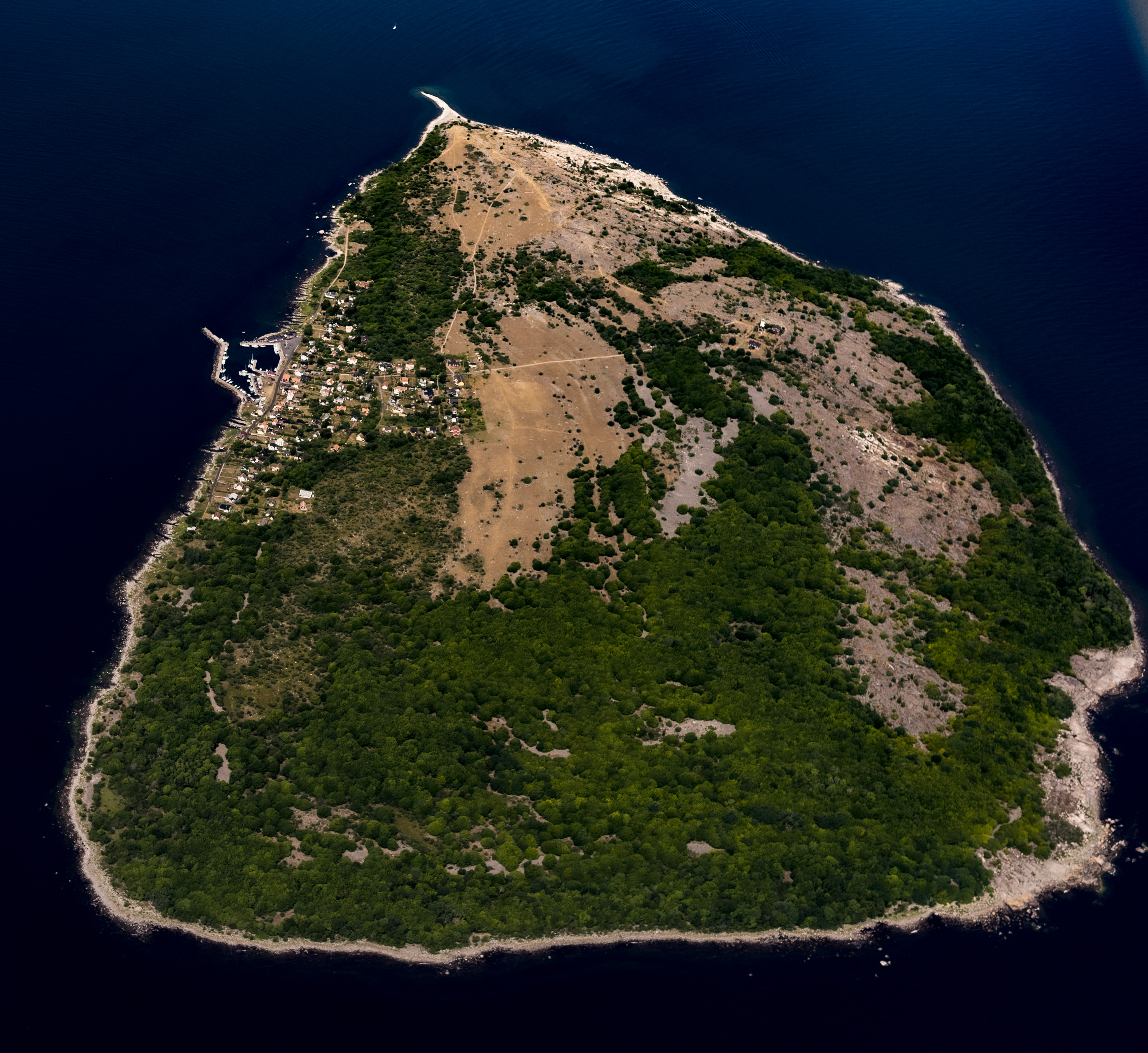
A ilha de Hanö
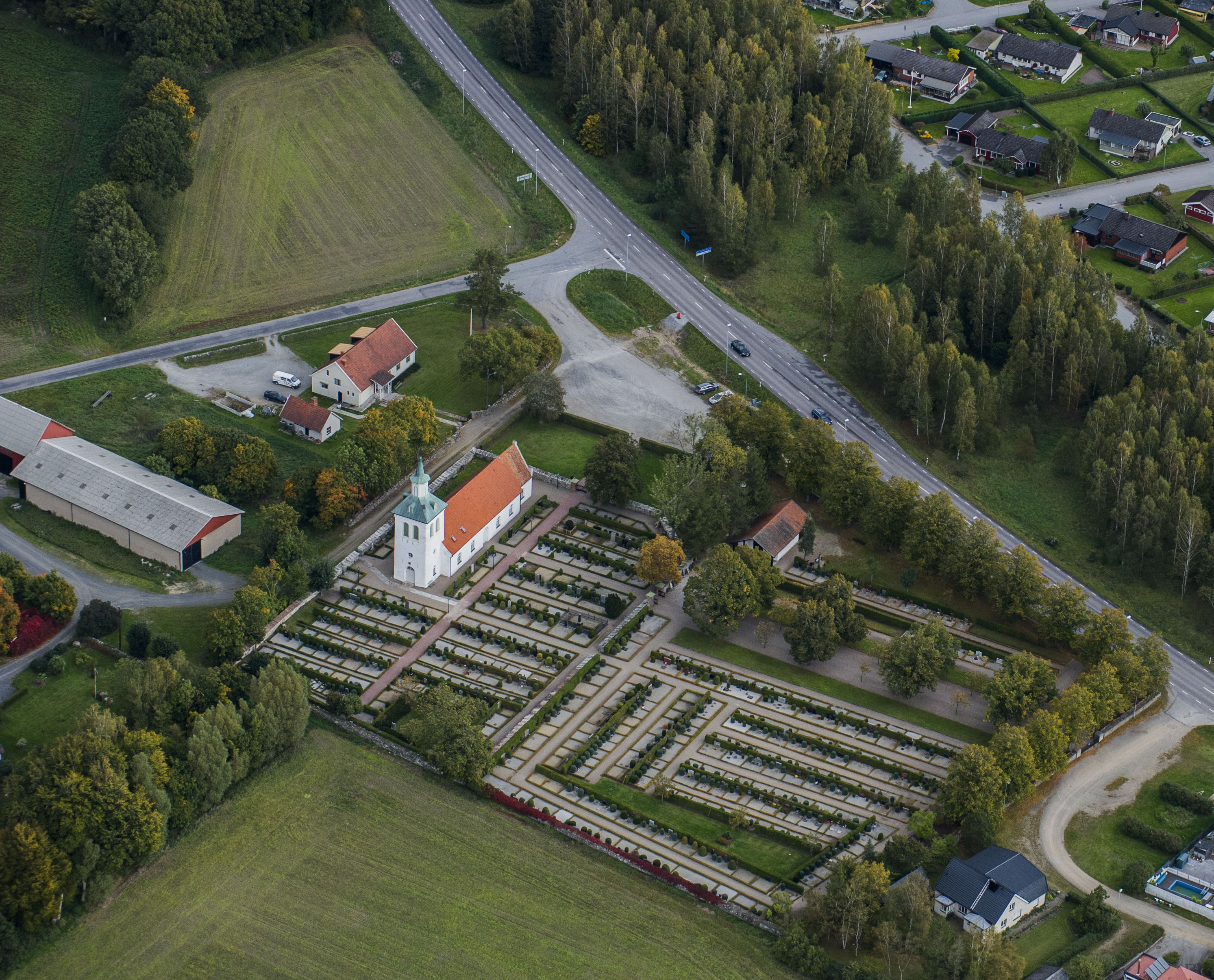
Vista aérea da igreja de Ysane
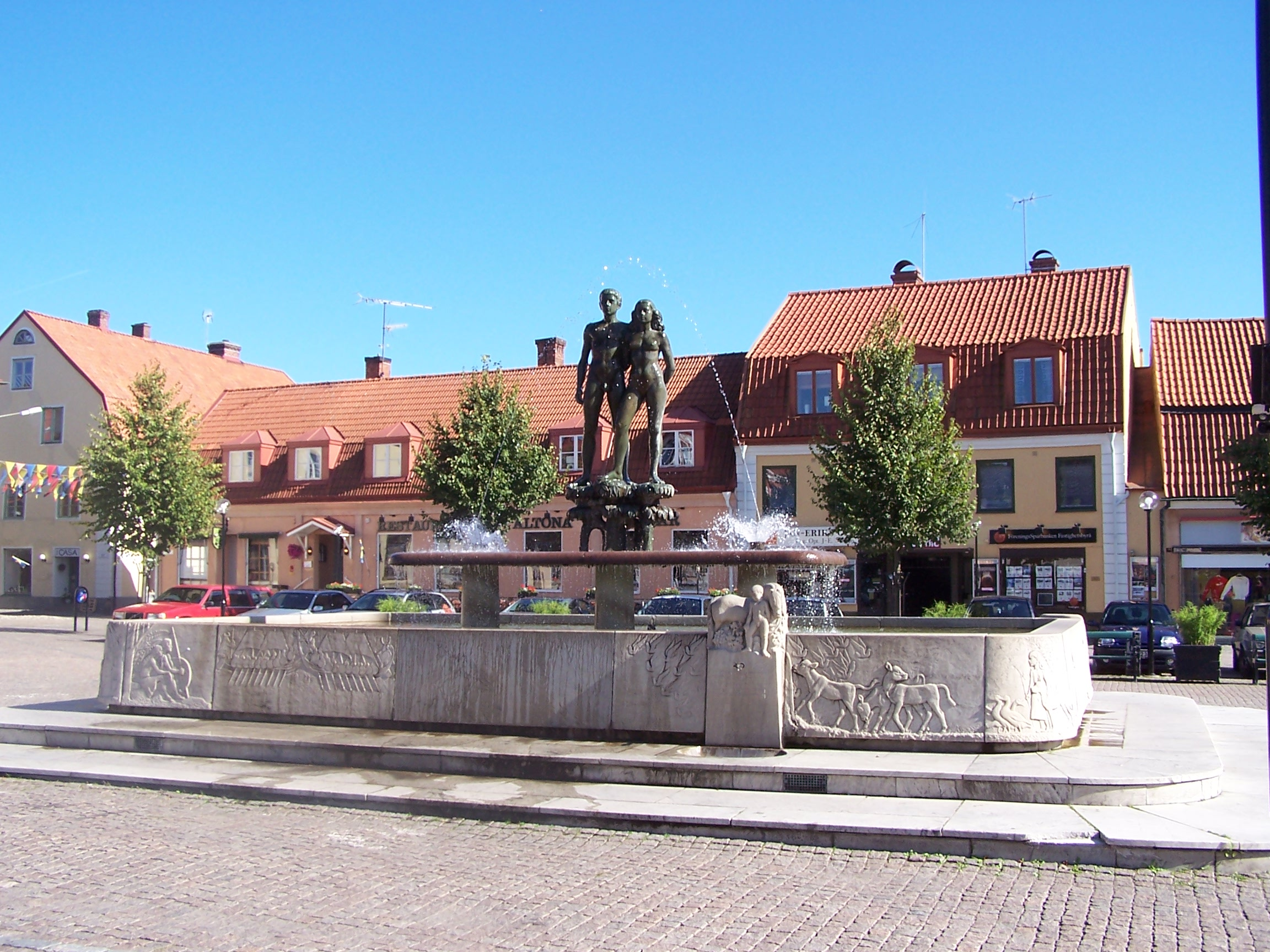
Ask e Embla em Sölvesborg
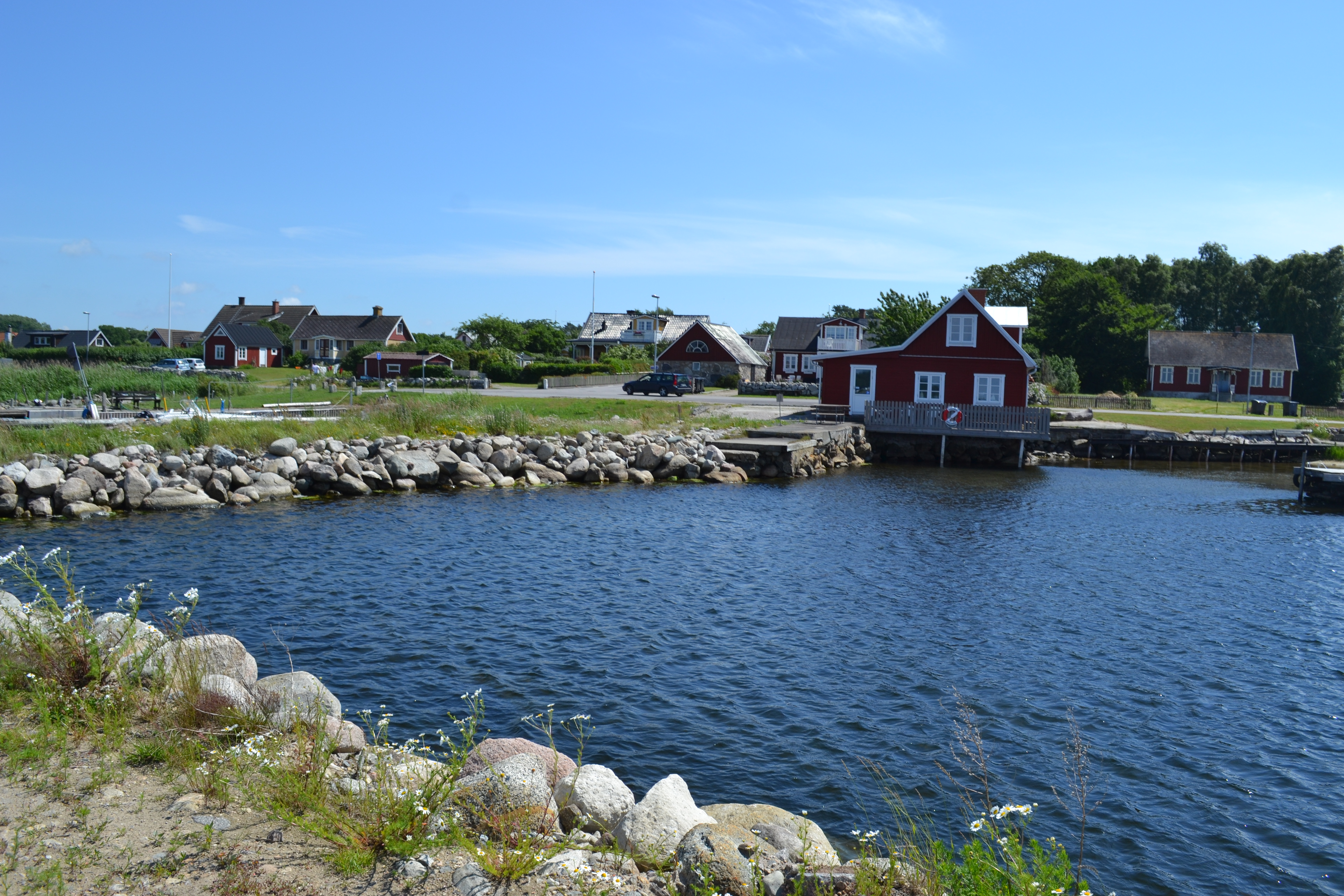
O porto de Västra Näs